# Stachliger Scheinmohn
Der Stachliger Scheinmohn (Meconopsis horridula) ist eine Pflanzenart aus der Gattung Scheinmohn (Meconopsis) innerhalb der Familie der Mohngewächse (Papaveraceae).

## Beschreibung und Ökologie

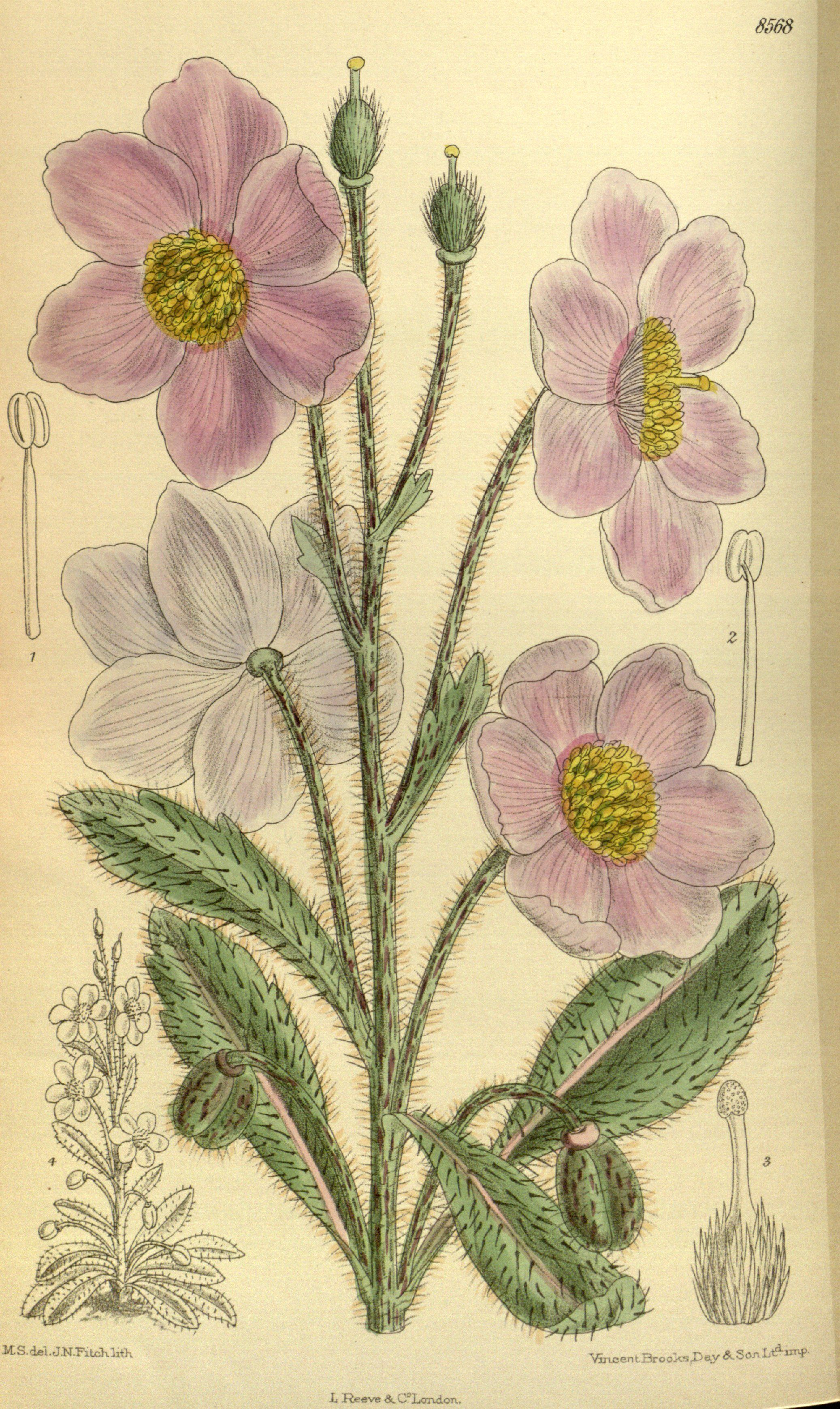
Illustration aus Curtis's Botanical Magazine, London, Volume 140 (= Series 4, Volume 10), 1914, Tafel 8568

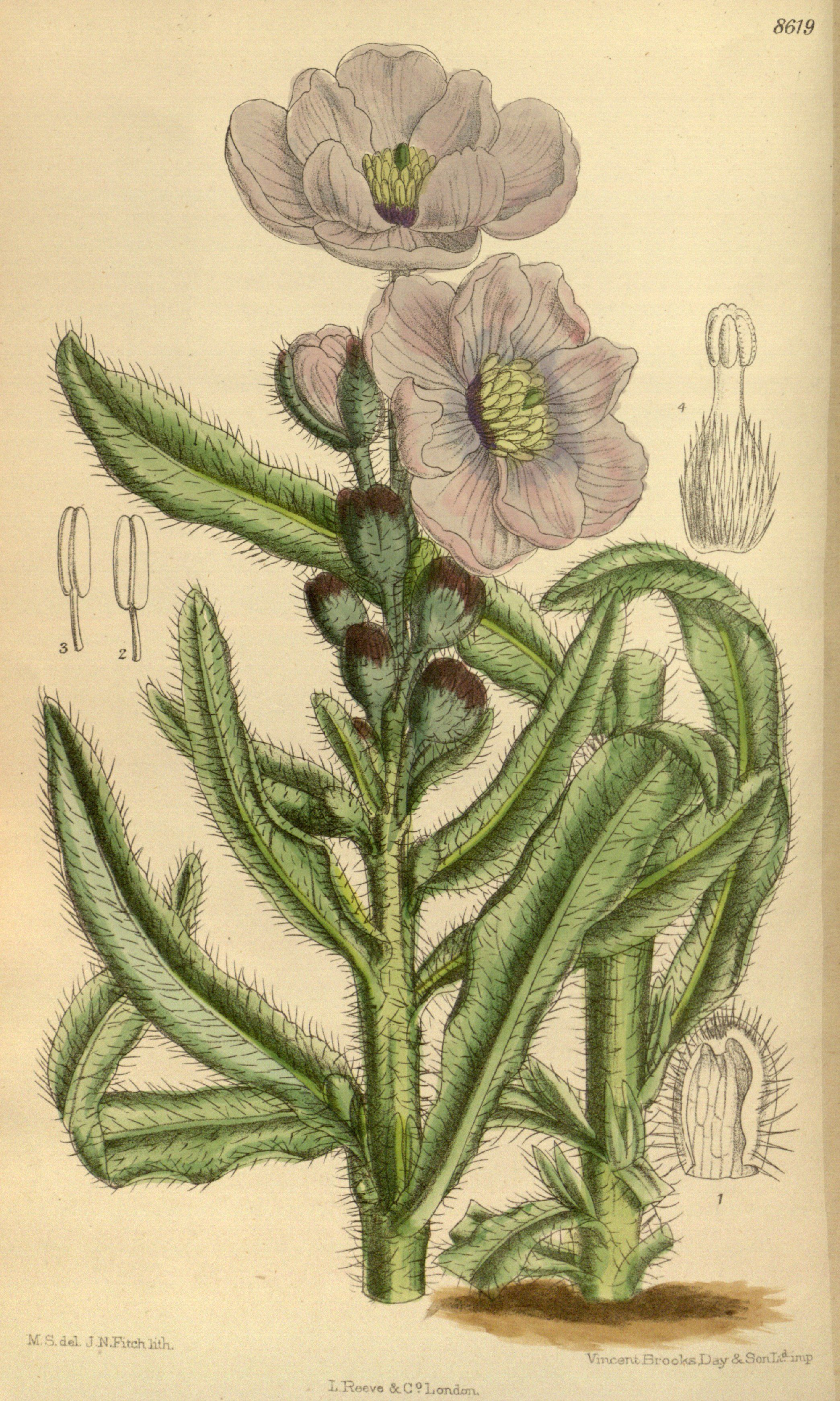
Illustration aus Curtis's Botanical Magazine, London, Volume 141 (= Series 4, Volume 10), 1915, Tafel 8619

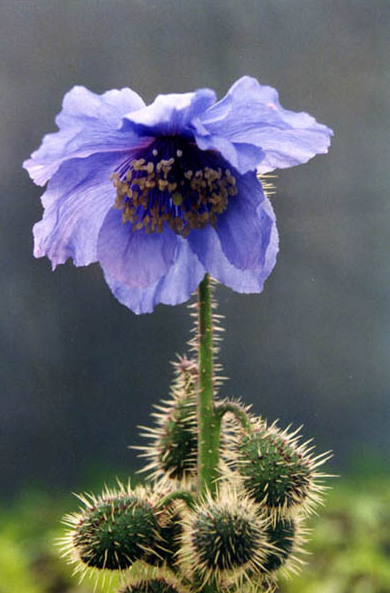
Gestielte Blütenknospen und offene Blüte

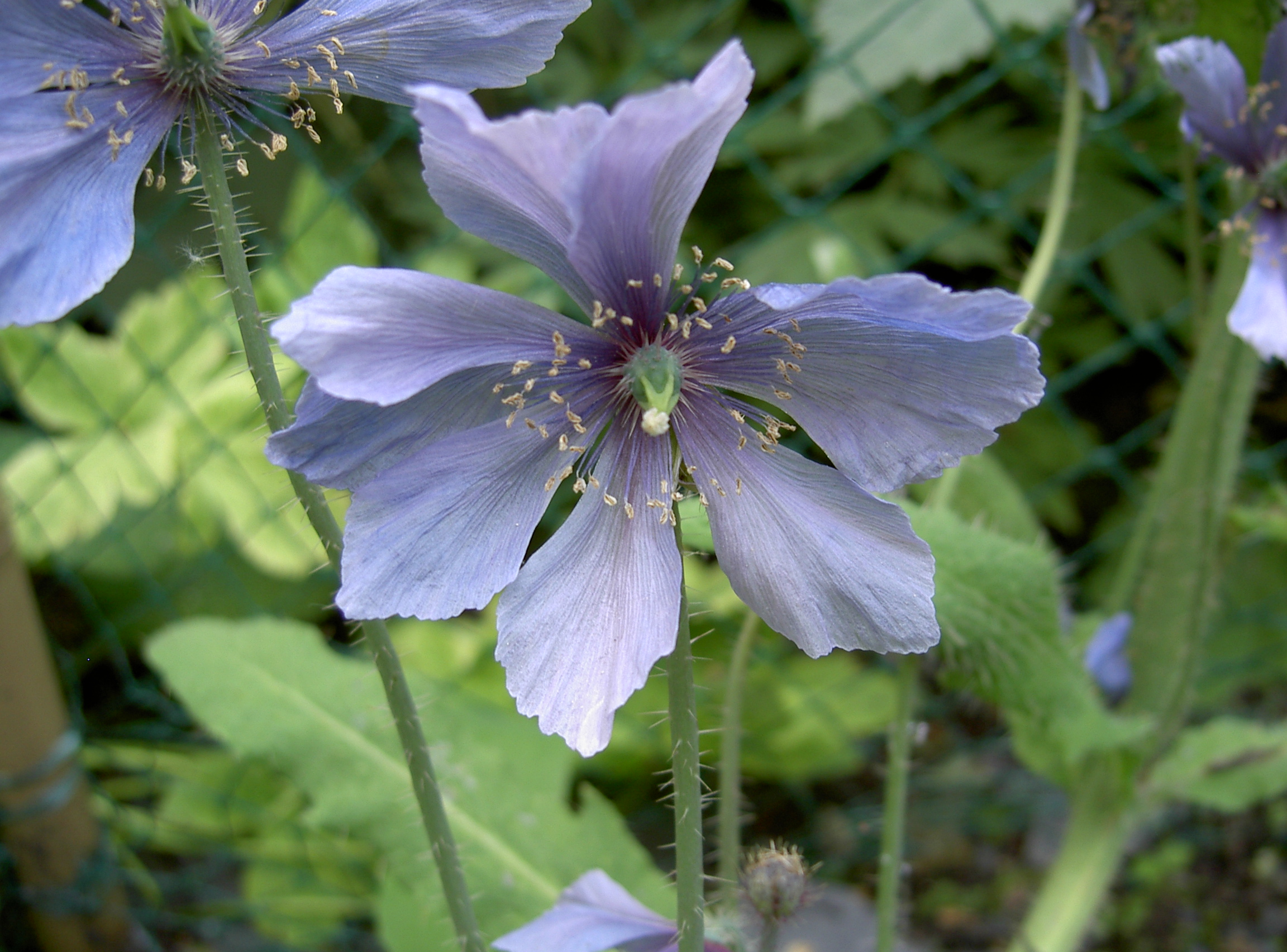
Blüte im Detail mit vier Kronblättern und vielen Staubblättern

### Indument
Das auf allen oberirdischen Pflanzenteilen vorhandene Indument, außer auf den Blütenkronblättern und Staubblättern, besteht aus spärlich bis dicht stehenden, stacheligen, steifen, 4 bis 10 Millimeter langen, abstehenden, strohfarbenen bis gelb-orangefarbenen Borsten, die meist bei Blütenknospen und Kapselfrüchten eine purpurfarbene bis fast schwarze etwas verdickte Basis besitzen.

### Erscheinungsbild
Der Stachlige Scheinmohn ist eine sommergrüne, monokarpe, krautige Pflanze, die Wuchshöhen von 5 bis 39 Zentimetern erreicht. Sie wächst oft noch bis zur Fruchtreife in die Höhe und ist dann oft wesentlich höher als 30 Zentimeter. Sie benötigt zwei oder mehr Jahre bis zur Blüten- und Samenbildung und stirbt danach ab. Als Speicherorgan dient eine kräftige verdickte Pfahlwurzel, die bei einer Länge von bis zu 20 Zentimetern oder länger ist und an der Wachstumsspitze bei einem Durchmesser von 10 bis 20 Millimetern bleistiftförmig ist. Während des Winters ist oberirdisch nur eine Knospe erkennbar. Die Pflanze führt gelben Milchsaft. Der Stängel weist an seiner Basis einen Durchmesser von 6 bis 15 Millimetern auf.

### Laubblatt
Es sind nur in grundständigen Rosetten angeordnete Laubblätter vorhanden, die in Blattstiel und Blattspreite gegliedert sind. Der Blattstiel ist 0,7 bis 7,4, selten bis zu 11 Zentimeter lang. Die einfache Blattspreite ist bei einer Länge von 3,2 bis 15,9 Zentimetern sowie einer Breite von 1,2 bis 6,2 Zentimetern lanzettlich, verkehrt-lanzettlich oder elliptisch-länglich und verschmälert sich zu Spreitenbasis hin mit mehr oder weniger spitzem, selten fast gerundetem oberen Ende. Der Blattrand ist ganzrandig, etwas gewellt oder gelappt bis unregelmäßig gezähnt. Am Ende jeder Wachstumsperiode verwelken die Laubblätter. Es sind keine Nebenblätter vorhanden.

### Blütenstand und Blüten
6 bis 18 Blüten stehen jeweils einzeln auf aufrechten bis zurückgebogen, 10 bis zu 27 Zentimeter langen Blütenstandsschäften, oder die Blüten stehen in einem traubigen Blütenstand zusammen, der aus teilweise miteinander verbundenen, grünen bis purpurfarbenen Blütenstandsschäften gebildet wird, dann können an einem Pflanzenexemplar bis zu 29 Blüten sein. Die nickenden Blütenknospen sind bei einem Durchmesser von 8 bis 12 Millimetern kugelig.
Die zwittrige Blüte ist radiärsymmetrisch mit doppelter Blütenhülle. Die zwei Kelchblätter fallen nach dem Öffnen der Blütenknospe rasch ab und besitzen auf der Unterseite Borsten. Die meist sechs (fünf bis zehn) freien Kronblätter sind bei einer Länge von 2,1 bis 4,6 Zentimetern sowie einer Breite von 1,5 bis 3,0 Zentimetern mehr oder weniger breit verkehrt-eiförmig. Die Kronblätter sind hell-purpurfarben, hell- bis himmel- bis dunkelblau, manchmal burgunderfarbenen, selten weiß, oft an ihrer Basis rosafarben. Es sind viele Staubblätter vorhanden. Die bei einer Längen von 10 bis 14 Millimetern fadenförmigen Staubfäden sind dunkel-purpurfarben (oft gleichfarbig wie die Kronblätter), oft färben sie sich zu ihrer Basis hin rosafarben. Die gelben oder orange-gelben Staubbeutel sind bei einer Längen von 1,5 bis 2 Millimetern länglich. Fünf bis acht Fruchtblätter sind zu einem oberständige, einkammerigen, kegelförmig Fruchtknoten verwachsen, der dicht mit angedrückten bis aufsteigenden Borsten bedeckt ist. Der mit einer Länge von 2 bis 9 Millimetern gedrungene Griffel ist grün bis rötlich und überragt die Staubblätter etwas. Die weißliche bis gelbe Narbe ist linealisch oder kopfig und fünf- bis achtlappig.

### Frucht und Samen
Die moderat bis dicht mit dicken, abstehenden Borsten bedeckte Kapselfrucht ist einfächerig und enthält viele Samen. Die Kapselfrucht ist bei einer Länge von 8 bis 18 Millimetern sowie einer Breite von 5 bis 12 Millimetern verkehrt-eiförmig bis ellipsoid-länglich, selten breit eiförmig. Bei Reife bilden sich am oberen Drittel der Kapselfrucht fünf bis acht Öffnungen, über die die Samen bei Wind ausgestreut werden. Die nierenförmig Samen besitzen eine gegitterte-mosaikartige Samenschale.

### Phänologie
In China reicht die Blütezeit von Juni bis September. In Nepal reicht die Blütezeit von Juli bis August und die Früchte reifen von August bis September.

### Chromosomensatz
Die Chromosomenzahl beträgt 2n = 56.

## Vorkommen
Der Stachlige Scheinmohn (Meconopsis horridula) kommt im nordöstlichen Indien (Assam), nördlichen Myanmar, westlichen Nepal, in Bhutan, Sikkim, im südöstlichen Tibet und in den chinesischen Provinzen Qinghai, westliches Gansu sowie westliches Sichuan vor.
Meconopsis horridula gedeiht in China auf Grashängen, Geröll, in Felsleisten und stabilisierten Moräne in Höhenlagen von 3600 bis 5400 Metern. In Nepal gedeiht Meconopsis horridula in Felsspalten, felsigen Hängen und zwischen Felsblöcken in Höhenlagen von 3700 bis 5300 Metern.

## Systematik
Die Erstbeschreibung von Meconopsis horridula erfolgte 1855 Joseph Dalton Hooker und Thomas Thomson in Flora Indica: being a systematic account of the plants ..., 1, Seite 252. Synonyme für Meconopsis horridula Hook. f. & Thomson sind: Meconopsis horridula var. typica Prain nom. inval., Meconopsis racemosa Maxim., Meconopsis prattii (Prain) Prain, Meconopsis sinuata var. prattii Prain, Meconopsis rudis (Prain) Prain, Meconopsis horridula var. rudis Prain.
Nach Chris Grey-Wilson 2014 gehört Meconopsis horridula zur Serie Racemosae aus der Sektion Racemosae in der Untergattung Cumminsia innerhalb der Gattung Meconopsis.

## Nutzung
Der Stachlige Scheinmohn wird in Parks und Gärten als Zierpflanze verwendet. Er ist frosthart und verträgt keine hohen Sommertemperaturen.
Unter dem Namen „a byag tsher sngon“ wird er in der traditionellen tibetischen Medizin verwendet. Die Inhaltsstoffe und ihre Wirkungen wurden untersucht. Auch in der traditionellen chinesischen Medizin wird Meconopsis horridula verwendet, dort 多刺绿绒蒿 „duo ci lü rong hao“ genannt.

## Belege

## Weiterführende Literatur
- Fritz Köhlein: Mohn und Scheinmohn. Papaver, Meconopsis und andere Papaveraceae. Ulmer Verlag Stuttgart 2003. ISBN 3-8001-3921-9.
- Christopher Grey-Wilson: Genus Meconopsis, The: Blue poppies and their relatives., Royal Botanic Gardens, Kew - Botanical Magazine Monograph, 14. Oktober 2014, ISBN 978-1-84246-369-7.